# Famille Molé
 (septembre 2018).
Si vous disposez d'ouvrages ou d'articles de référence ou si vous connaissez des sites web de qualité traitant du thème abordé ici, merci de compléter l'article en donnant les références utiles à sa vérifiabilité et en les liant à la section « Notes et références ».
Pour les articles homonymes, voir Mole.
La famille Molé est une famille française de la noblesse parlementaire, originaire de la région de Troyes.
L'ascension sociale de la famille commence au cours du XIVe siècle, et son histoire se termine au milieu du XIXe siècle, avec la mort de son dernier représentant mâle, Mathieu Molé. Héritière d'un prospère commerce de draps depuis le milieu du XVe siècle. Plusieurs de ses membres accèdent aux magistratures les plus éminentes : les Molé donnent notamment à la France un garde des Sceaux, plusieurs présidents à mortier et un ministre.

## Histoire
C'est à cette époque que les Molé adoptent pour armoiries de gueules, à deux étoiles d'or en chef et au croissant d'argent en pointe. C'est le blason initial des Molé, notamment visible sur le portrait de Jean II Molé datant de 1485. Pour ce dernier, la bordure engrêlée indique que c'est le fils cadet de Guillaume Molé. Le nom de Molé pourrait venir du toponyme « mole », désignant en Champagne un tas ou une meule. Toutefois, les armoiries de la famille questionnent, avec la présence conjointe du croissant lunaire et de deux étoiles, deux symboles qui semblent évoquer l'islam. Durant la période de commerce drapier de la famille dans les grandes foires de Champagne, et tout comme les Cambefort, marchands qui étaient représentés à Troyes, Aurillac et au Puy-en-Velay, mais aussi à Montpellier.
Le fils cadet de Guillaume Molé, Jean (1435-1493) est lui aussi qualifié de marchand et bourgeois de Troyes. Il rend hommage au comte de Nevers pour son fief de Villy le 5 octobre 1487. C'est lui qui est représenté dans un livre illustré d'enluminures daté de 1485 (les Heures de Jean Molé). Il épouse Jeanne de Mesgrigny, dame de Saint-Remy. Le couple laisse trois garçons et quatre filles, dont six resteront établis en Champagne. L'aîné, Claude Molé succède à son père et rend hommage pour Villy le 14 janvier 1529 ; il est le fondateur de la branche aîné qui s'éteint en 1678 à la mort du dernier seigneur de Villy, Pierre Molé.
Le cadet de Jean Molé, Nicolas, est connu comme seigneur de Jusanvigny. Il devient surintendant de Champagne et s'établit ensuite à Paris, devenant conseiller à la cour des aides, puis conseiller au parlement de Paris en 1517. Il écartèle ses armes de celles des Mesrigny ou Mesgrigny (famille de sa mère). Il est marié trois fois : d'abord à Jeanne Hennequin, puis à Jeanne Charmille et enfin à Marie de La Grange-Trianon. Il décède en 1542. De son premier mariage il laisse Nicolas (1536-1586), conseiller du roi et intendant général des finances ; il fonde la branche des seigneurs de Jusanvigny, qui s'éteint par les mâles en 1658 avec Jean Molé. De son troisième mariage, il laisse Édouard (1540-1614), fondateur du rameau de Champlâtreux, qui s'éteint en 1872, avec la mort de Clotilde Molé, fille de Mathieu Molé, ministre de Louis-Philippe.

## Personnalités
- Guillaume Molé (1405-1459), bourgeois de Troyes et seigneur de Villy. En 1429, il chasse les Anglais de Troyes avec l'aide de son beau frère, l'évêque Jean Lesguisé. Il milite activement pour convaincre les habitants à ouvrir les portes de la ville à Charles VII et Jeanne d'Arc.
- Édouard Molé (1540-1614), seigneur de Champlâtreux et conseiller au parlement de Paris. Partisan d'Henri IV, il prépare son avènement et négocie son abjuration.
- Mathieu Molé (1584-1656), seigneur de Champlâtreux. Premier président du parlement de Paris, il joue un rôle important sous la Fronde et devient par la suite garde des sceaux de France.
- Mathieu Molé (1705-1793), comte de Champlâtreux et propriétaire du château de Méry-sur-Oise. Ce riche magistrat est notamment connu pour avoir refusé de faire sa cour à Madame de Pompadour, ce qui lui a valu la disgrâce.
- François Molé (1760-1794), deuxième comte de Champlâtreux, guillotiné sous la Révolution.
- Mathieu Molé (1781-1855), troisième comte de Champlâtreux. Il est ministre de la Justice sous l'Empire, de la Marine et des Colonies sous la Restauration, des Affaires étrangères et président du Conseil, de 1836 à 1839, sous la monarchie de Juillet.

## Alliances
La famille Molé s'est notamment alliée aux Origny, Hennequin, Marisy, Mauroy, Mesgrigny, Bernard, La Live, Noailles, Nicolaï, Lamoignon, Cossé-Brissac et s'est éteinte dans la famille de Noailles.

## Possessions
- Château de Champlâtreux, au cœur du pays de France.
- Hôtel de Roquelaure, à Paris.
- Château de Méry-sur-Oise, près de Paris.
- Seigneurie de Fouchères.

## Armes
| Écu | Information |
| --- | --- |
|     | Armes de la famille Molé : De gueules, à un croissant d'argent, accompagné en chef de deux étoiles d'or. |
|     | Armes de Jean II Molé : De gueules, à un croissant d'argent, accompagné en chef de deux étoiles d'or ; à la bordure engrêlée d'or. |
|     | Armes de la branche de Jusanvigny : Écartelé, aux 1 et 4, de gueules, à un croissant d'argent, accompagné en chef de deux étoiles d'or (Molé) ; aux 2 et 3 d'argent à un lion de sable armé et lampassé d'or (Mesgrigny). |
|     | Armes du rameau de Champlâtreux : Écartelé, aux 1 et 4, de gueules au chevron d'or, accompagné en chef de deux étoiles aussi d'or et en pointe d'un croissant d'argent (Molé) ; aux 2 et 3 d'argent à un lion de sable armé et lampassé d'or (Mesgrigny).                                                                                                  |
|     | Armes de Mathieu Molé sous l'Empire : Écartelé au premier et quatrième de gueules au chevron d'or, accompagné en chef de deux étoiles d'or et en pointe d'un croissant de même ; et au second et troisième d'argent au lion de sable armé et lampassé d'or ; le franc-quartier des comtes conseillers d'État brochant sur le premier au neuvième de l'écu. |